# Amalie Dietrich
Koncordie Amalie Dietrich (nacida como Koncordie Amalie Nelle; Siebenlehn, 26 de mayo de 1821-Rendsburg, 9 de marzo de 1891) fue una naturalista alemana conocida por su trabajo en Australia, donde pasó diez años (1863-1873) recogiendo especímenes botánicos y animales para el Museo Godeffroy en Hamburgo.

## Biografía
En 1846 se casó con el doctor Wilhelm August Salomo Dietrich. Fue una coleccionista ávida y encontró numerosas especies nuevas, muchas de las cuales están alojadas en el herbario nacional de Victoria, el herbario de Queensland y el Zoologisches Institut und Zoologisches Museum en Hamburgo, Alemania.

## Honores

### Eponimia
Se nombraron varias nuevas especies con su nombre, como la avispa Nortonia amaliae y la Acacia dietrichiana. 

## Literatura
- Stefanie Affeldt, Wulf D. Hund: From ‘Plant Hunter’ to ‘Tomb Raider’. The Changing Image of Amalie Dietrich. En: Australian Studies Journal | Zeitschrift für Australienstudien, 33-34, 2019-2020, pp. 89–124, acceso abierto
- Mary R. S. Creese, Thomas M. Creese: Ladies in the laboratory 3. Scarecrow Press, 2010, ISBN 978-0-8108-7288-2, pp. 40 y siguientes.

- Hans Doderer: Zum 185. Geburtstag von Amalie Dietrich. Die Pflanzenjägerin – Teil 1 (PDF, 3,6 MB) y

Teil 2 (PDF, 4,0 MB), en: Nossner Rundschau, número 205 (julio de 2006), pp. 26 y siguiente
- Thomas Theye: „…ein Blick für alles Bemerkenswerthe…“ – einige wissenschaftsgeschichtliche Aspekte der Queensland-Photographien Amalie Dietrichs in der anthropologischen Sammlung des Museums Godeffroy. En: Jahrbuch des Museums für Völkerkunde zu Leipzig, v. 42, 2004, pp. 161–280 (con 46 láminas)

- Kej Hielscher, Renate Hücking: Die „Frau Naturforscherin“ Amalie Dietrich (1821–1891). En: Pflanzenjäger. Piper, Múnich 2002, ISBN 3-492-04424-7 (reseña en el periódico ZEIT, número 51/2002)

- Michael Geyer (ed.): Schädel und Skelette als Objekte und Subjekte einer Welt- und Menschheitsgeschichte. En: Comparativ, vol. 10, no. 5-6 (2000), Leipziger Universitätsverlag 2001, ISBN 3-935693-06-0, edición digital

- Margarete Maurer: Amalie Dietrich (1821–1891): Hausfrau und Forscherin (PDF). En: PCNEWS, no. 64, sept. 1999, pp. 31–32 – con extensa bibliografía

- Birgit Scheps: Die Australien-Sammlung aus dem Museum Godeffroy im Museum für Völkerkunde zu Leipzig. En: Jahrbuch des Museums für Völkerkunde zu Leipzig. Vol. XL, Münster y Hamburgo 1994, pp. 194–209

- Ray Sumner: A Woman in the Wilderness. The Story of Amalie Dietrich in Australia. University of New South Wales Press, 1993, ISBN 0-86840-197-8

- Georg Balzer (1957). «Dietrich, Konkordie Amalie geborene Nelle». Neue Deutsche Biographie (NDB) (en alemán) 3. Berlín: Duncker & Humblot. p. 695; (texto completo en línea)

- Gertraud Enderlein: Die Frau aus Siebenlehn. Aus Amalie Dietrichs Leben und Werk. Groszer, Berlín, 1955

- Augustin Lodewyckx (ed.): Australische Briefe von Amalie Dietrich. With a biographical sketch, exercises and a vocabulary. Melbourne University Press, 1943

- F. Bandermann: Ein Frauenleben im Dienste der Wissenschaft. En: Entomologisches Jahrbuch, editado por Otto Krancher, vol. 35, Leipzig, 1926

- Charitas Bischoff. Amalie Dietrich – Ein Leben. Grote, Berlín 1909; 49. Tsd. 1918; Neuausgabe, ed. y con un epílogo de Günter Wirth: Evangelische Verlagsanstalt, Berlín 1977, 1979, 1980 así como Calwer, Stuttgart 1980, ISBN 3-7668-0640-8 – el autor del exitoso libro fue la hija de Amalie Dietrich; y tal biografía se considera poco fiable.

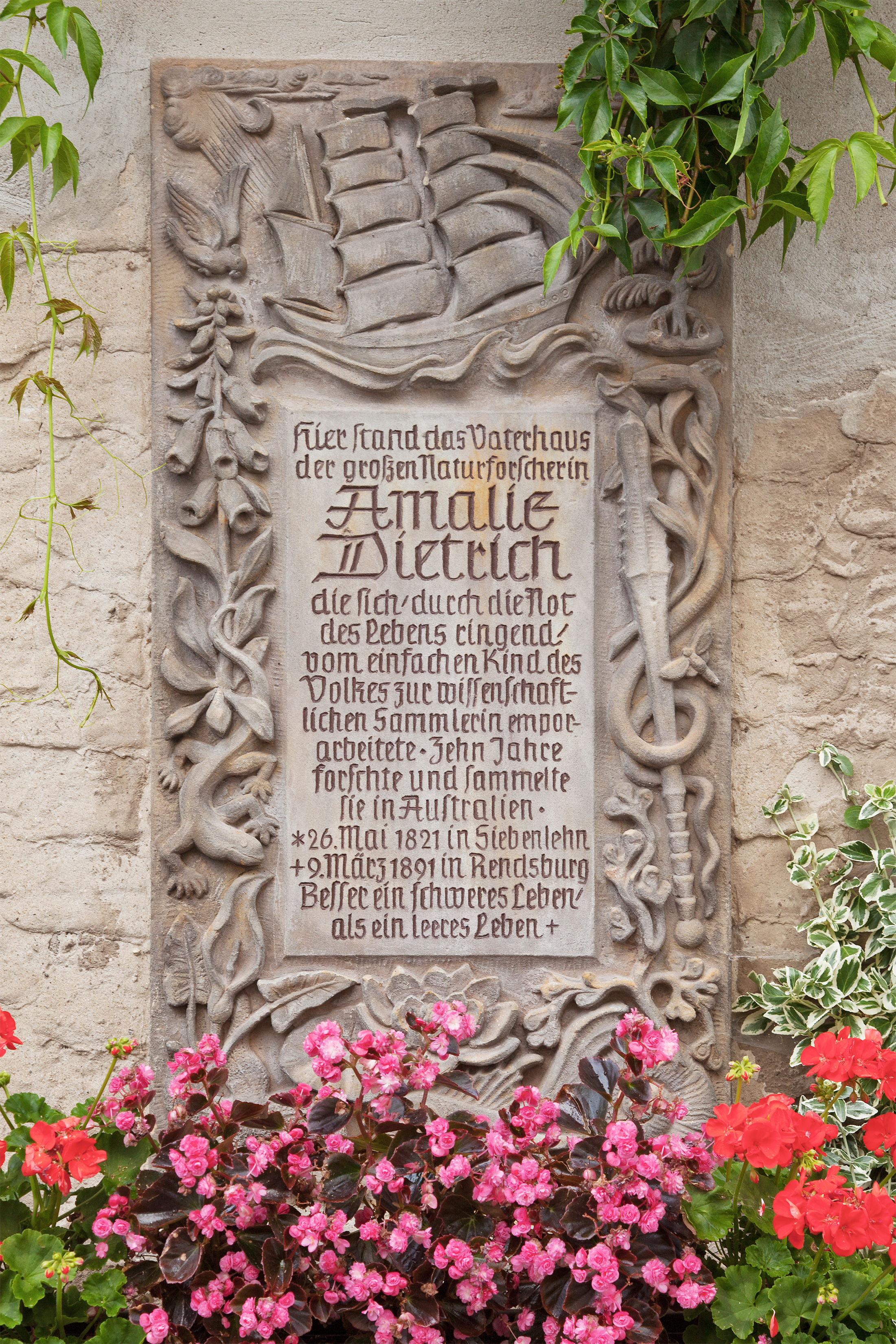
Placa conmemorativa en Siebenlehn.
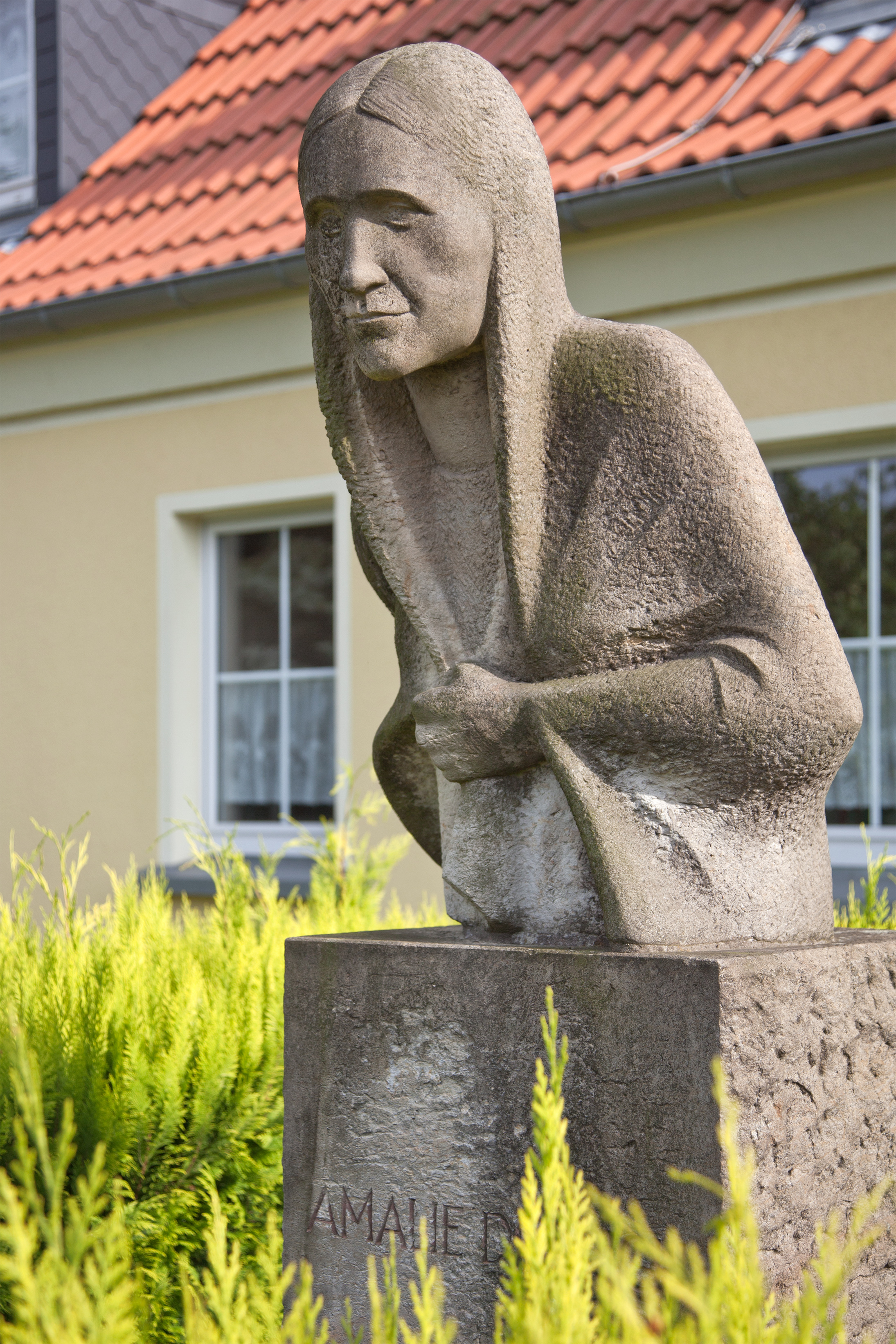
Monumento al Criadero con su epónimo.
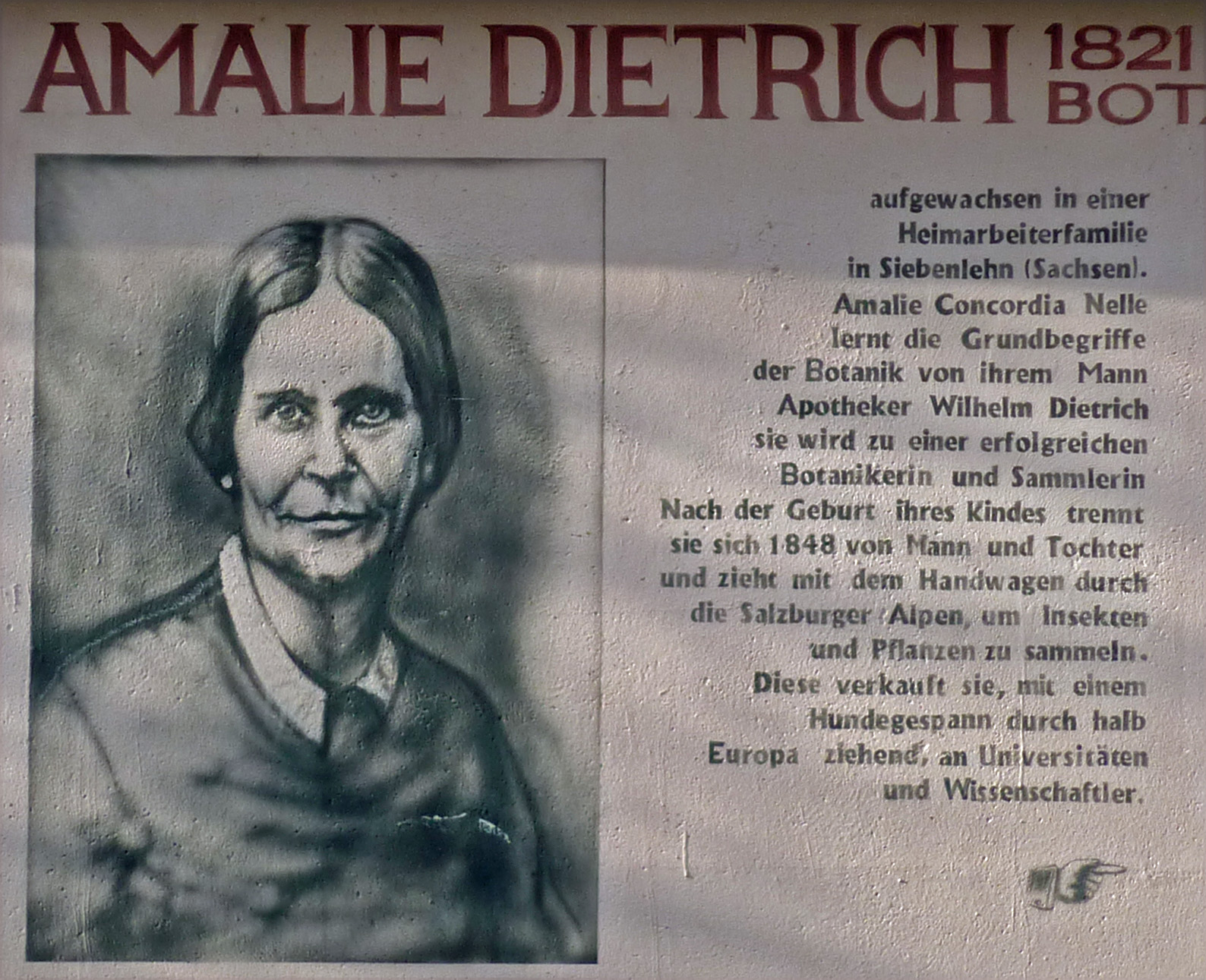
Placa recordatoria en Dresden-Gorbitz.